# Surrey
|  | Aquest article tracta sobre el comtat d'Anglaterra. Vegeu-ne altres significats a «Surrey (desambiguació)». |

Surrey (pronunciat /ˈsʌri) és un dels comtats d'Anglaterra, situat al sud-est del país. Limita amb Hampshire, Berkshire, Gran Londres, Kent, East Sussex i West Sussex. Les fronteres de l'històric comtat es van modificar al segle XX per la creació del comtat del Gran Londres. Actualment el territori administratiu de Surrey està dividit en onze districtes. Es dona el fet curiós que les oficines del comtat estan fora de Surrey, a Kingston upon Thames, encara que la capital es considera Guildford. Més que un comtat rural es podria definir com un comtat residencial, escollit sobretot per famílies riques a les quals els agrada el contacte amb la natura.
El sobrenom de la gent de Surrey és capons, per l'antiga tradició de criar aquests animals per al sopar de Nadal.

## Geografia

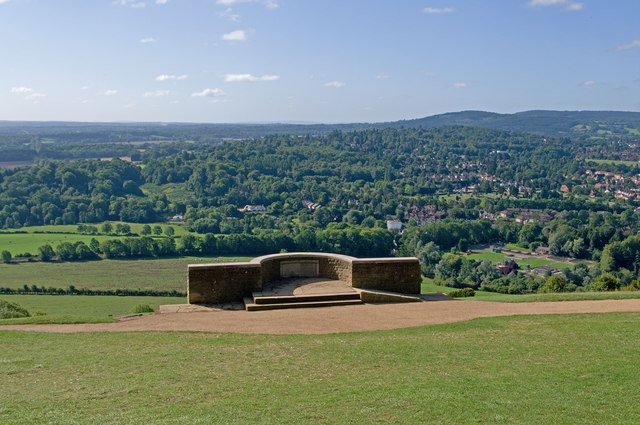
Box Hill i el monument a Leopold Salomons, fundador del National Trust.

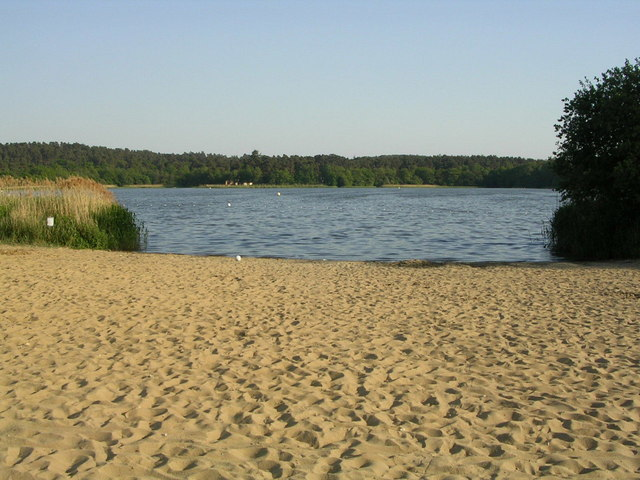
Els estanys de Frensham

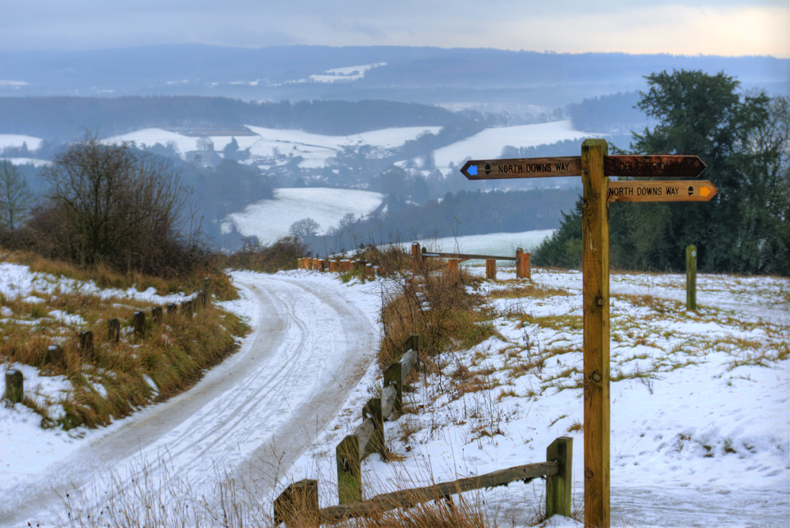
El Newlands Corner

Surrey està dividit en dues parts per una cadena de turons de roca de creta anomenats North Downs, que va d'est a oest. Aquests estan travessats pels principals, el Wey i el Mole, que són afluents del Tàmesi, el riu que marcava la frontera nord del comtat abans de la reorganització territorial moderna. Al nord dels Downs la terra és força plana i forma part de la conca del Tàmesi. La geologia d'aquesta zona està dominada per l'anomenada argila de Londres, que es troba sobretot a l'est, i les sorres de Bagshot, a l'oest, més alguns dipòsits al·luvials a prop dels rius. A la zona sud del comtat hi ha uns altres turons, els Surrey Hills, però aquests estan fets de pedra sorrenca. Més cap a l'est està la plana de Low Weald, que s'eleva cap a l'extrem sud-est i forma High Weald. Tant els Downs com tota l'àrea sud, formen part d'un mateixa d'àrea geològica que s'estén fins a Kent i Sussex, on es concentren dipòsits del tipus argila de Wealden, pedra sorrenca verda i roca de creta.
Gran part de Surrey està dins del cinturó verd metropolità, establert per evitar l'expansió urbana de Londres, que conté boscos madurs (representats en l'emblema del comtat amb un parell de fulles de roure). Entre la bellesa natural d'aquest paisatge hi ha alguns turons (Box Hill, Leith Hill), els estanys de Frensham, i Puttenham & Crooksbury Commons ambdós són una àrees d'interès científic (SSSI). Newlands Corner és una bella zona d'acampada a dalt dels North Downs. Surrey és el comtat amb més boscos d'Anglaterra, que ocupen el 22,4% del territori, mentre que a nivell nacional la mitjana és l'11,8%. Box Hill té l'àrea més antiga de boscos natural del RU i és un dels més antics d'Europa. En aquest comtat també hi ha la concentració més gran de bruguerars, que estan a la banda de Surrey.
Encara que l'agricultura no és intensiva, hi ha força terres comunals dedicades a conreus, travessats per senderes entre les quals està la North Downs Way. Això fa que Surrey sigui un dels llocs escollits per excursionistes i aficionats a les activitats de natura, fins i tot passeigs a cavall.
El punt més elevat de Surrey és Leith Hill, situat al municipi de Dorking. La seva alçada no està clara, segons uns llibres fa 293 m, segons d'altre 294m o 295m. A dalt d'aquest cim hi ha una torre construïda al segle xviii.

## Història

### El comtat històric
Aquest territori va estar poblat per dues tribus celtes: els atrèbats i els cantiacis. Els seus veïns del nord, el catuvel·launs els van atacar i aquells van demanar ajut als romans. En aquesta època hi havia un camí que travessava el comtat, el Stane Street, que els romans van aprofitar. En diversos llocs es poden trobar restes de temples romans, com a Farley Green i a Godstone. Durant el segle V els saxons van colonitzar el territori, en total van ocupar 7.000 hides. La paraula Surrey deriva de Suthrige, que vol dir «la regió del sud», terme que suposadament feien servir per referir-se a la part mes al sud del territori central dels saxons.
Si mai va existir el regne central dels saxons, aquest havia desaparegut al segle VII i Surrey probablement va ser un territori disputat entre els regnes d'Essex, Wessex, Kent i Mèrcia. En aquesta època el territori es va cristianitzar, algunes abadies van ser fundades sota patronatge dels reis de Kent. L'any 825 Sussex va quedar incorporat a Wessex i, malgrat la fluctuació d'ús i altres regnes, va sobreviure com a entitat territorial coherent. L'any 851 els danesos van envair el territori penetrant pel Tàmesi, però van ser aturat per les tropes d'Ethelwulf de Wessex.

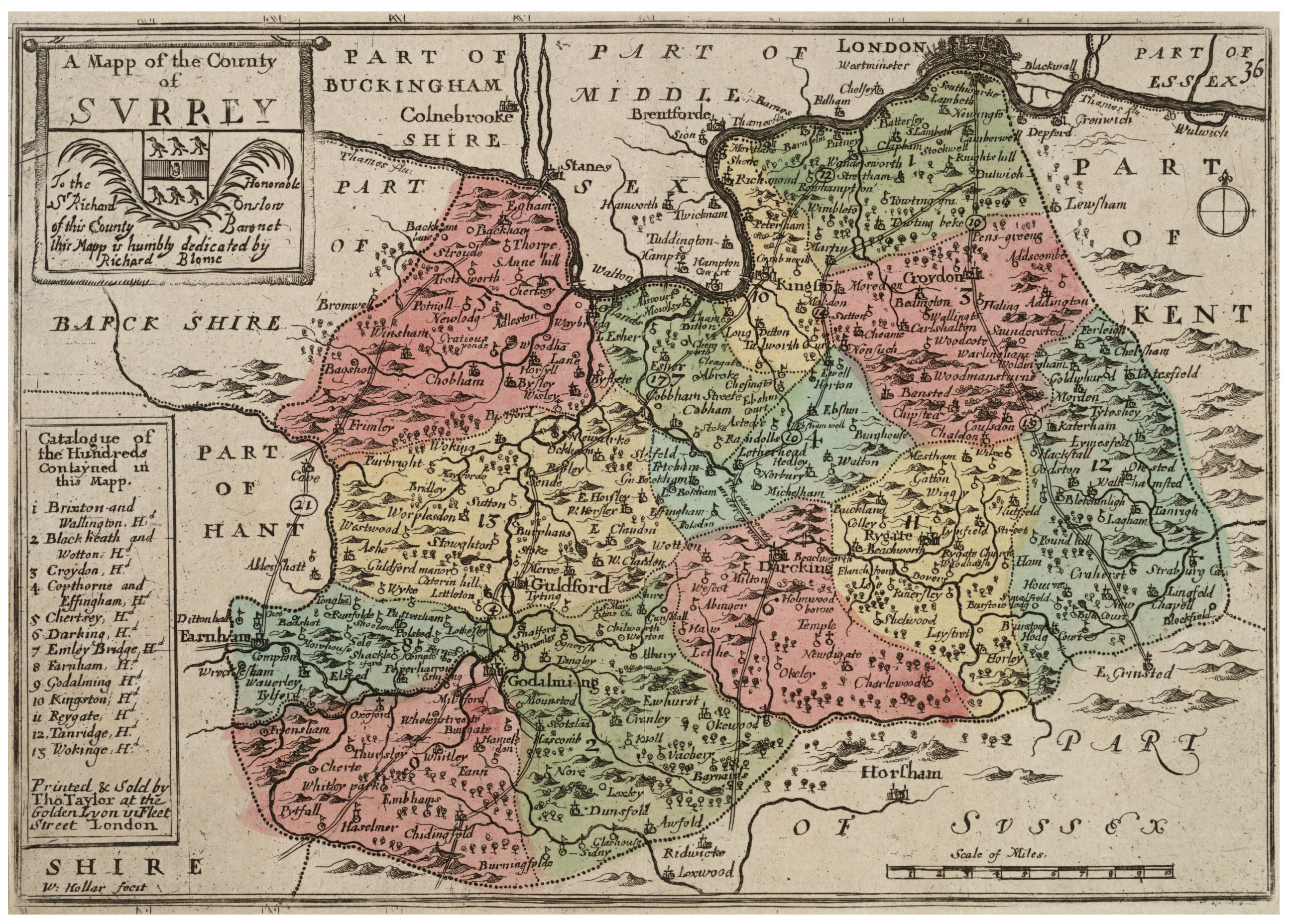
Mapa antic de Surrey

Al Domesday Book consta que els principals terratinents de Surrey, a la darreria del regnat d'Eduard el Confessor, eren l'abadia de Chertsey Abbey i Harold Godwinson, comte de Wessex i més tard rei d'Anglaterra. El comtat va estar dividit en 14 hundreds es de l'època anglosaxona fins a l'època victoriana: 
- Blackheath
- Brixton
- Copthorne
- Effingham Half-Hundred
- Elmbridge
- Farnham
- Godalming
- Godley
- Kingston
- Reigate
- Tandridge
- Wallington
- Woking
- Wotton

L'any 1088, el rei Guillem II va concedir a Guillem de Warenne el títol de comte de Surrey en recompensa per la lleialtat mostrada durant la rebel·lió que es va produir a la mort de Guillem el Conqueridor. Quan la línia masculina dels Warenne es va extingir al segle xiv, el títol va passar als Fitzalan, que eren comtes d'Arundel. La línia dels Fitzalan, comtes de Surrey, es va extingir el 1415, i el títol va ser conferit el 1483 a la família Howard, que encara el posseeixen. Tanmateix, Surrey no va ser el centre d'interès de cap d'aquestes famílies.

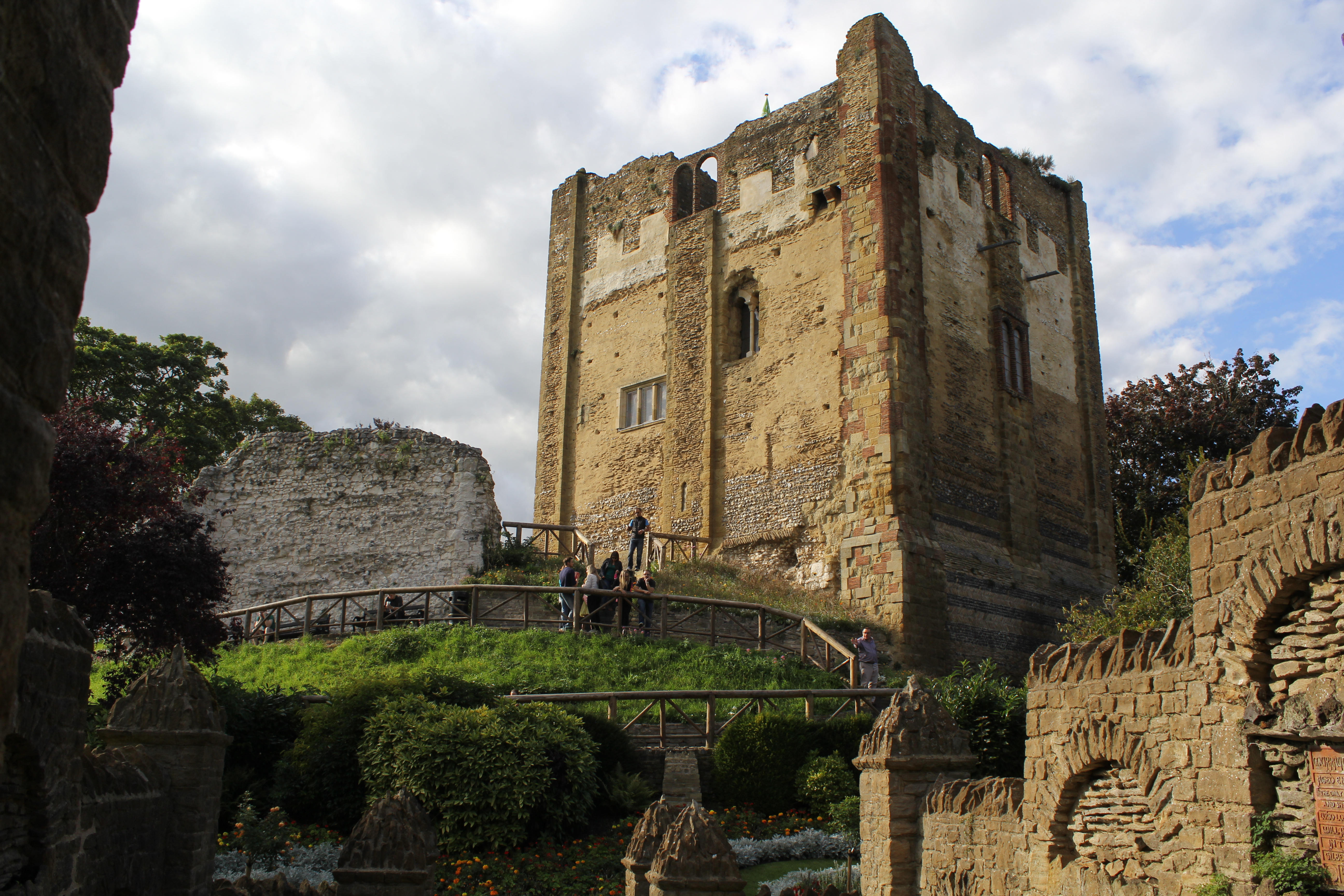
El castell de Guildford

El castell de Guildford, una de les moltes fortaleses que van establir els normands per assegurar el poder a Anglaterra, va ser reconstruïda en pedra i ampliada com a palau reial durant el segle xii. Més endavant seria una de les residències favorites d'Enric III, el qual també el va ampliar.
Un altre fet històric que va passar a Surrey va ser la redacció de la Carta Magna a Runnymede, el 1215.
La major font de prosperitat de Surrey, des de l'alta edat mitjana i enllà, va ser la producció i l'exportació de teixit de llana. Aquest comtat va ser un dels primers en manufactures tèxtils, ja que es beneficiava dels dipòsits d'argila, que milloraven l'acabat durant el procés de batanatge. Aquests dipòsits estaven a Reigate i a Nutfield.

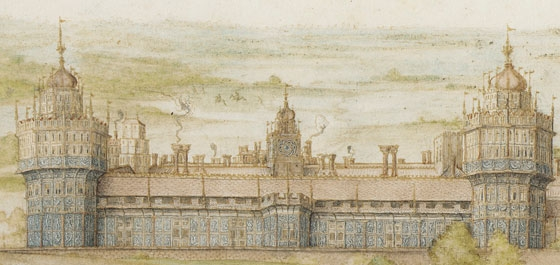
Palau de Nonsuch

Durant el regnat dels primers Tudor, es van construir magnífics palaus al nord-est de Surrey, convenientment propers a Londres. Enric VII va transformar una residència reial que hi havia a Richmond i en va fer un palau. També hi va fer construir un monestir franciscà el 1499. L'encara més espectacular palau de Nonsuch es va construir per ordre d'Enric VIII, a prop d'Ewell.
La indústria tèxtil de Surrey va perdre mercat al segle xvi i va deixar d'existir al segle xvii, en no poder competir amb les millores de producció introduïdes en altres comtats. La introducció de nova tecnologia en la foneria a principis del segle xvii va donar lloc a una expansió de la indústria del ferro en les poblacions del Weald, on hi havia rics dipòsits d'aquest material que havien estat explotats des de temps prehistòrics, per altra banda això va accelerar l'extinció de es mines i dels negocis que en depenien. Una altra activitat tradicional de Sussex va ser la cria de capons i d'aquí ve el sobrenom de la gent d'aquest comtat, els capons.

### El comtat actual
La llei de governs locals del 1888 va reorganitzar l'administració d'Anglaterra i gal·les. En compliment d'aquesta llei, el 1889 es va crear el comtat de Surrey. Quan es va reunir per primera vegada el consell provisional del comtat estava format per 19 aldermen (alcaldes) i 57 councillors (consellers). Aquest consell va assumir les responsabilitats abans exercides pels tribunals dels quarter sessions, és a dir, la recaptació d'impostos. Es van revisar les fronteres del comtat, el nord-est del comtat històric vorejava la ciutat de Londres, mentre que amb aquesta llei, Londres va esdevenir un comtat. Aquestes àrees que Surrey va perdre a favor del comtat de Londres són els actuals districtes de: Lambeth, Southwark i Wandsworth, més el barri de Penge del districte de Bromley. Al mateix temps, la ciutat de Croydon va rebre un estatus administratiu independent dins del comtat.
Surrey havia estat administrada des de la ciutat de Newington des de la dècada del 1790, i allà es van situar les oficines del consell del comtat. Quan Newington va quedar inclosa dins el comtat de Londres, es va buscar un nou lloc per al consell del comtat de Surrey. El 1890 hi havia sis ciutat en consideració per a aquest propòsit: Epsom, Guildford, Kingston, Redhill, Surbiton i Wimbledon. El 1891 es va acordar construir un edifici per al consell a Kingston, que va estar acabat el 1893, però aquesta ciutat va quedar absorbida poc després pel continu creixement de Londres.
El 1960 l'informe de la Comissió Herbert recomanava que molta part del nord de Surrey (inclosa la ciutat de Kingston i la de Croydon) quedessin incloses en el Gran Londres. Aquesta recomanació es va aplicar, amb algunes esmenes, el 1965 en compliment d'una llei del 1963. Croydon, Kingston, Merton, Sutton i la part de Richmond al sud del riu Tàmesi, van passar de Surrey al Gran Londres. Al mateix temps, part del comtat de Middlesex, que ara estaria abolit, va ser inclòs en el territori de Surrey; aquesta àrea ara forma el districte de Spelthorne.
Encara va haver més canvis amb la llei de governs locals del 1972, que es van aplicar el 1974. Aquesta llei va abolir els comtats administratius i els va substituir pel concepte de comtats no metropolitans. Les fronteres del comtat no metropolità de Surrey són similars a les del comtat administratiu amb l'excepció de l'aeroport de Gatwick i algunes terres de la rodalia que van ser transferides al comtat de West Sussex. Es va proposar també que les parròquies civils de Horley i Charlwood passessin a l'administració de West Sussex; però això va trobar una forta oposició local i la decisió va ser revocada amb una llei del 1974.

## Poblacions

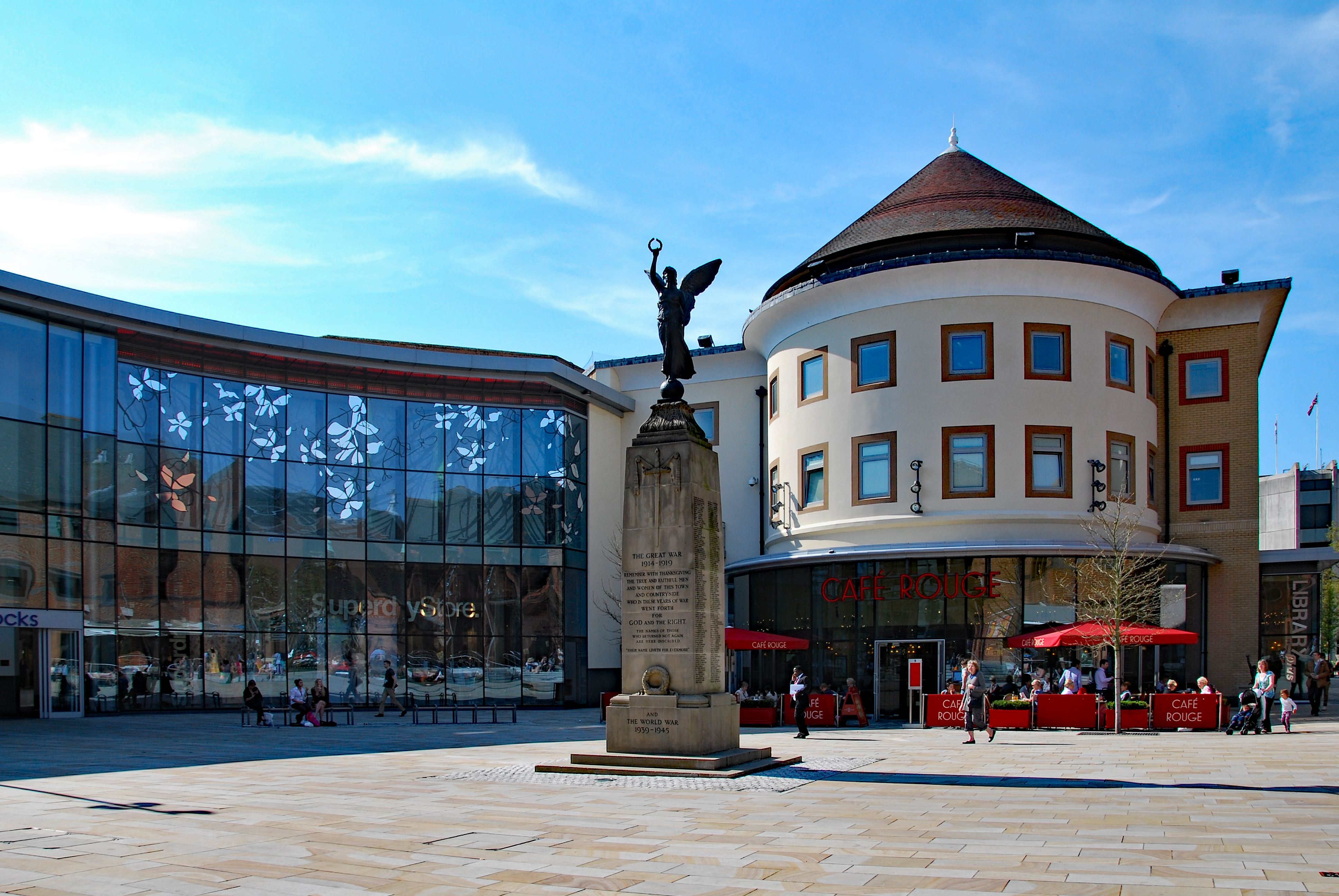
Woking

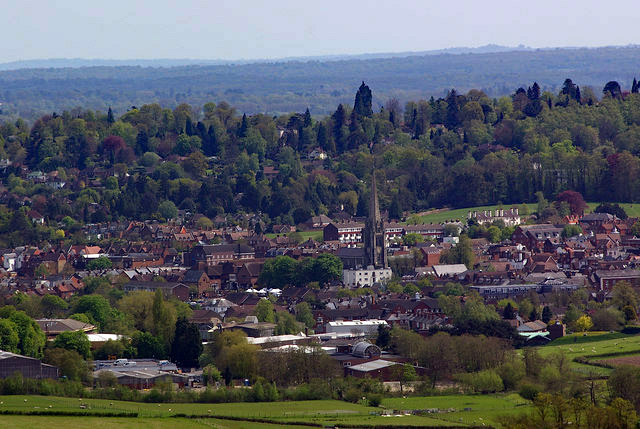
Dorking

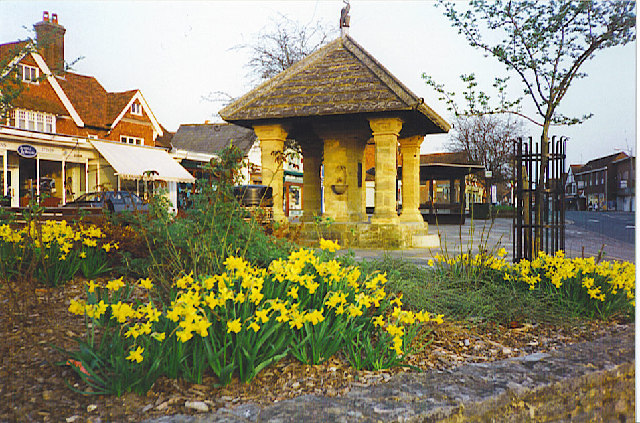
Carrer major de Cranleig, el municipi més extens del RU.

De l'1 d'abril de 1965 fins al 23 de desembre de 2020, les oficines del consell del comtat eren a la ciutat de Kingston, va quedar dins del territori del Gran Londres. En els darrers anys es va proposar traslladar les oficines a Woking, però aquests plans han quedat abandonats. Finalment, el 2020, el consell del comtat va deixar Kingston e va traslladar a Reigate.
Degut a la proximitat amb Londres hi ha a Surrey moltes poblacions amb persones que viatgen diàriament a la capital del país per treballar o per altres motius. La densitat de població és alta i el comtat és un dels més rics del Regne Unit.
La següent llista són les poblacions amb més habitants del comtat segons el cens del 2011:
- Woking (105.367 hab)
- Guildford (77.057 hab)
- Walton-on-Thames (66.566 hab)
- Ewell (51.727 hab)
- Esher (50.904 hab)
- Camberley (38.038 hab)
- Redhill (34.498 hab)
- Leatherhead (32.522 hab)
- Epsom (31.474 hab)
- Weybridge (29.837 hab)
- Ashford (28.036 hab)
- Egham (25.996 hab)
- Staines-upon-Thames (25.736 hab)

## Economia

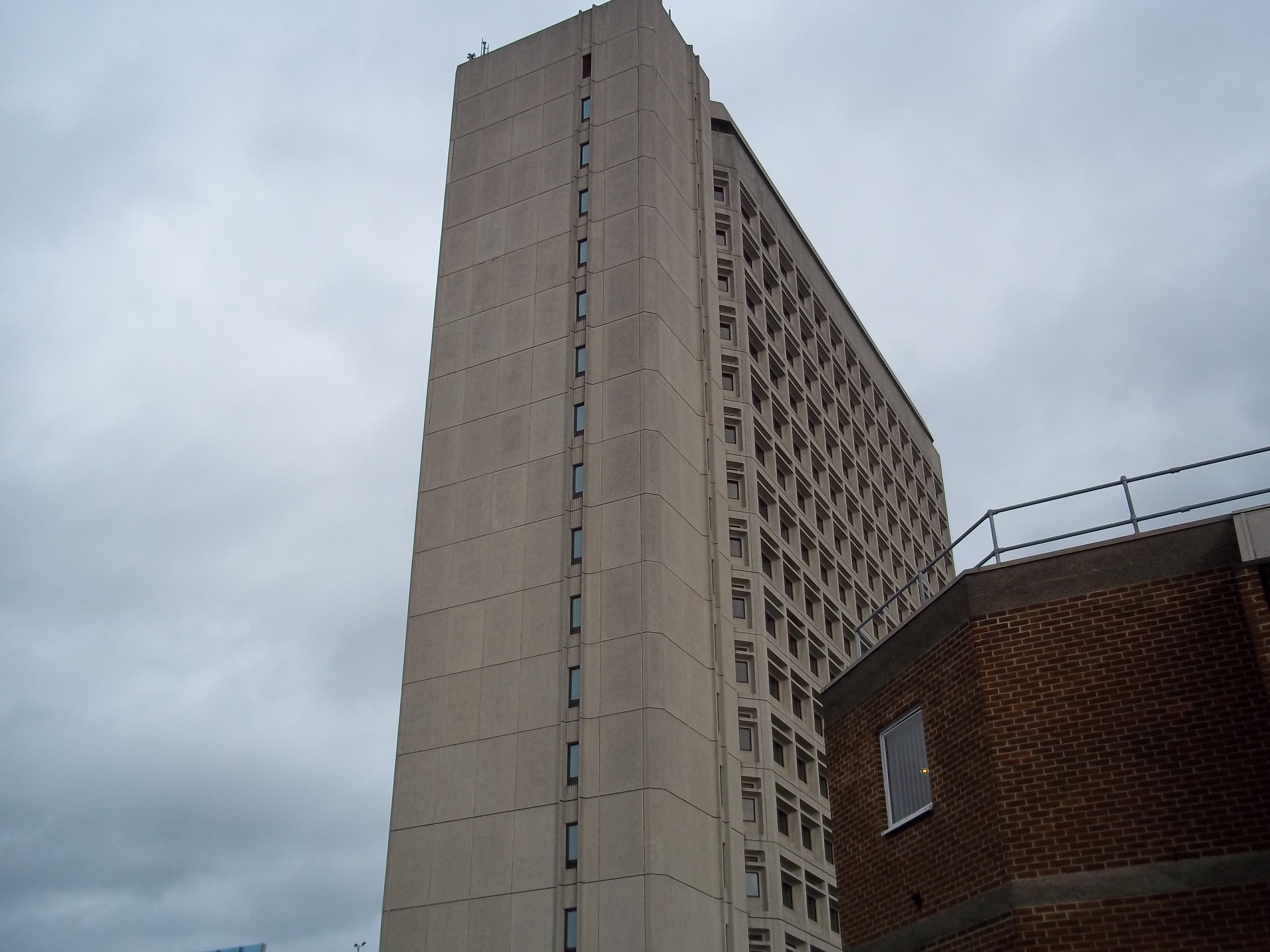
Export House, a Woking, un dels edificis més alts de Surrey.

Surrey té la renda per capita més elevada del Regne Unit i el mode de vida més car fora de la capital. Es diu que hi ha la proporció més gran de milionaris de tot l'estat. El sou mitjà queda per damunt de la mitjana a causa de l'elevada proporció de residents que es dediquen a les finances.
A Surrey hi ha més oficines centrals d'empreses que en cap altre comtat; les més importants són: Nikon (òptica i imatge), Whirlpool (electrodomèstics), Canon Inc. (òptica i imatge), Toshiba (electrònica), Samsung (electrònica), Philips (electrònica), Future Electronics (enginyeria), Kia Motors (automòbils), Toyota (automòbils), Pfizer (medicaments), Sanofi-Aventis (farmacèutica), Esso (combustibles), Unilever (alimentació), Procter & Gamble (higiene i alimentació), Superdrug (salut i bellesa), Nestlé (alimentació), SC Johnson (hhigiene), Kimberly-Clark (paper higiènic), Colgate-Palmolive (higiene). També tenen oficines algunes organitzacions no governamentals com: Fons Mundial per la Natura-WWF, Compassion in World Farming (Compassió pels animals de granja). Tres empreses subsidiàries del govern del RU tenen la seva seu aquí: SEEDA (Desenvolupament del Sud-est d'Anglaterra), SEERA (selecció de treballadors especialitzats per a empreses) i GOSE (Government Office of the South-East).